# Димана Кръстевич
Димана Кръстевич-Рангелова е българска тенисистка, родена на 26 март, 1982 г. Тя започва да играе тенис на 7-годишна възраст. Като професионална тенисистка играе от 2000 г. Още през същата година достига първия си финал - на турнира в София ($10 000), където губи от Наталия Богданова от Украйна. През 2002 г. достига до два финала на турнири от календара на международната федерация по тенис в Холандия- в Енсхеде и в Алпен. Има няколко победи над тенисистки от топ 50 - Мария Кириленко, Галина Воскобоева, Анастасия Родионова, Дженифър Хопкинс. Има една турнирна победа на двойки през 2003 г. През 2006 г. дебютира в състава за Фед Къп на България. Прекратява състезателната си кариера през 2007 г.
На 15 април 2007 г. Димана се омъжва в София за приятеля си Георги Рангелов, впоследствие им се ражда син. 

## Класиране в ранглистата в края на годината
| Година | 2000 | 2001 | 2002 | 2003 | 2004 | 2005 | 2006 |
| Сингъл | 546  | 554  | 466  | 222  | 328  | 343  | 427  |
| Двойки | -    | 594  | 660  | 230  | 272  | 611  | 395  |

## Финали

### Загубени финали на сингъл (3)
| Година | Турнир            | Категория    | Съперник          | Резултат    |
| 2000   | София 3           | ITF $ 10 000 | Наталия Богданова | 2-4 1-4 0-4 |
| 2002   | Еншеде            | ITF $ 10 000 | Даниела Кикс      | 2-6 5-7     |
| -      | Алпен Аан де Рийн | ITF $ 10 000 | Лесли Буткевич    | 1-6 6-2 2-6 |

### Титли на двойки (1)
| Година | Турнир      | Категория    | Партньор        | Съперници                     | Резултат |
| 2003   | Лензерхайде | ITF $ 25 000 | Мария Коритцева | Клаудия Кулешка Лина Станчуте | 6-3 6-2  |

### Загубени финали на двойки (2)
| Година | Турнир | Категория    | Партньор         | Съперници                    | Резултат    |
| 1998   | Бургас | ITF $ 10 000 | Филипа Габровска | Калина Дянкова Антонела Поци | 6-1 4-6 2-6 |
| 2003   | Пуебла | ITF $ 25 000 | Тифани Дабек     | Стефани Хазлет Кейси Смашни  | 1-6 5-7     |